# Ronde van Chongming 2019
De Ronde van Chongming 2019 is de dertiende editie van deze rittenkoers georganiseerd op het eiland Chongming, nabij Shanghai in China, die voor het vierde jaar op rij deel uitmaakt van de UCI Women's World Tour 2019 en die van 9 tot 11 mei wordt verreden. Titelverdedigster is de Duitse Charlotte Becker. 

## Deelnemende ploegen
| UCI-teams               | UCI-teams                     | Nationale selectie |
| ----------------------- | ----------------------------- | ------------------ |
| BTC City Ljubljana      | Servetto-Piumate-Beltrami TSA | Hongkong           |
| Team Illuminate         | Parkhotel Valkenburg          | China              |
| Mitchelton-Scott        | WNT-Rotor                     |                    |
| Team Tibco              | Cogeas-Mettler                |                    |
| Lotto Soudal Ladies     | Massi-Tactic                  |                    |
| Doltcini-Van Eyck Sport | Minsk Cycling Club            |                    |
| Team Hitec Products     | Thailand Women's Cycling Team |                    |
| China Liv Pro Cycling   | Lviv Cycling Team women       |                    |

## Etappe-overzicht
| etappe | datum  | start     | finish    | profiel    | afstand  | winnaar       | klassementsleider |
| ------ | ------ | --------- | --------- | ---------- | -------- | ------------- | ----------------- |
| 1e     | 9 mei  | Chongming | Chongming | Vlakke rit | 102,7 km | Lorena Wiebes | Lorena Wiebes     |
| 2e     | 10 mei | Changxing | Chongming | Vlakke rit | 126,6 km | Lorena Wiebes | Lorena Wiebes     |
| 3e     | 11 mei | Chongming | Chongming | Vlakke rit | 118,4 km | Lorena Wiebes | Lorena Wiebes     |

## Etappes

### 1e etappe
| Chongming Island naar Chongming Island (102,7 km) |                       |                         |          |
| Plaats                                            | Naam                  | Ploeg                   | Tijd     |
| Winnaar                                           | Lorena Wiebes         | Parkhotel Valkenburg    | 2u29'29" |
| 2                                                 | Lotte Kopecky         | Lotto Soudal Ladies     | z.t.     |
| 3                                                 | Nina Kessler          | Team Tibco              | z.t.     |
| 4                                                 | Lucy Garner           | Team Hitec Products     | z.t.     |
| 5                                                 | Marta Tagliaferro     | Team Hitec Products     | z.t.     |
| 6                                                 | Sarah Roy             | Mitchelton-Scott        | z.t.     |
| 7                                                 | Tatsiana Sharakova    | Minsk Cycling Club      | z.t.     |
| 8                                                 | Saartje Vandenbroucke | Doltcini-Van Eyck Sport | z.t.     |
| 9                                                 | Demi de Jong          | Lotto Soudal Ladies     | z.t.     |
| 10                                                | Valeriya Kononenko    | Lviv Cycling Team women | z.t.     |

| Algemeen klassement |                       |                               |          |
| Plaats              | Naam                  | Ploeg                         | Tijd     |
| Gele trui           | Lorena Wiebes         | Parkhotel Valkenburg          | 2u29'14" |
| 2                   | Lotte Kopecky         | Lotto Soudal Ladies           | + 7"     |
| 3                   | Nina Kessler          | Team Tibco                    | + 11"    |
| 4                   | Jutatip Maneephan     | Thailand Women's Cycling Team | z.t.     |
| 5                   | Marta Tagliaferro     | Team Hitec Products           | + 14"    |
| 6                   | Lucy Garner           | Team Hitec Products           | + 15"    |
| 7                   | Sarah Roy             | Mitchelton-Scott              | z.t.     |
| 8                   | Tatsiana Sharakova    | Minsk Cycling Club            | z.t.     |
| 9                   | Saartje Vandenbroucke | Doltcini-Van Eyck Sport       | z.t.     |
| 10                  | Demi de Jong          | Lotto Soudal Ladies           | z.t.     |

### 2e etappe
| Changxing Island - Chongming Island (126,6 km) |                   |                               |          |
| Plaats                                         | Naam              | Ploeg                         | Tijd     |
| Winnaar                                        | Lorena Wiebes     | Parkhotel Valkenburg          | 3u05'25" |
| 2                                              | Jutatip Maneephan | Thailand Women's Cycling Team | z.t.     |
| 3                                              | Lucy Garner       | Hitec Products                | z.t.     |
| 4                                              | Nina Kessler      | Team Tibco                    | z.t.     |
| 5                                              | Pascale Jeuland   | Doltcini-Van Eyck Sport       | z.t.     |
| 6                                              | Marta Tagliaferro | Team Hitec Products           | z.t.     |
| 7                                              | Lotte Kopecky     | Lotto Soudal Ladies           | z.t.     |
| 8                                              | Mia Radotić       | BTC City Ljubljana            | z.t.     |
| 9                                              | Zhao Xi Sha       | China Liv Pro Cycling         | z.t.     |
| 10                                             | Kelly Markus      | Doltcini-Van Eyck Sport       | z.t.     |

| Algemeen klassement |                    |                               |          |
| Plaats              | Naam               | Ploeg                         | Tijd     |
| Gele trui           | Lorena Wiebes      | Parkhotel Valkenburg          | 5u34'25" |
| 2                   | Jutatip Maneephan  | Thailand Women's Cycling Team | + 17"    |
| 3                   | Lotte Kopecky      | Lotto Soudal Ladies           | + 20"    |
| 4                   | Lucy Garner        | Hitec Products                | + 25"    |
| 5                   | Nina Kessler       | Doltcini-Van Eyck Sport       | z.t.     |
| 6                   | Tatsiana Sharakova | Minsk Cycling Club            | + 26"    |
| 7                   | Sarah Roy          | Mitchelton-Scott              | + 27"    |
| 8                   | Marta Tagliaferro  | Team Hitec Products           | + 28"    |
| 9                   | Pascale Jeuland    | Doltcini-Van Eyck Sport       | + 29"    |
| 10                  | Monique van de Ree | BTC City Ljubljana            | z.t.     |

### 3e etappe
| Chongming Island naar Chongming Island (118,4 km) |                   |                               |          |
| Plaats                                            | Naam              | Ploeg                         | Tijd     |
| Winnaar                                           | Lorena Wiebes     | Parkhotel Valkenburg          | 2u52'02" |
| 2                                                 | Jutatip Maneephan | Thailand Women's Cycling Team | z.t.     |
| 3                                                 | Lotte Kopecky     | Lotto Soudal Ladies           | z.t.     |
| 4                                                 | Zhao Xi Sha       | China Liv Pro Cycling         | z.t.     |
| 5                                                 | Lucy Garner       | Hitec Products                | z.t.     |
| 6                                                 | Sarah Roy         | Mitchelton-Scott              | z.t.     |
| 7                                                 | Bryony van Velzen | Doltcini-Van Eyck Sport       | z.t.     |
| 8                                                 | Lonneke Uneken    | Hitec Products                | z.t.     |
| 9                                                 | Nina Kessler      | Team Tibco                    | z.t.     |
| 10                                                | Lara Vieceli      | WNT-Rotor                     | z.t.     |

| Algemeen klassement |                    |                               |          |
| Plaats              | Naam               | Ploeg                         | Tijd     |
| Gele trui           | Lorena Wiebes      | Parkhotel Valkenburg          | 8u26'14" |
| 2                   | Jutatip Maneephan  | Thailand Women's Cycling Team | + 22"    |
| 3                   | Lotte Kopecky      | Lotto Soudal Ladies           | + 27"    |
| 4                   | Nina Kessler       | Doltcini-Van Eyck Sport       | + 35"    |
| 5                   | Lucy Garner        | Hitec Products                | + 37"    |
| 6                   | Marta Tagliaferro  | Team Hitec Products           | z.t.     |
| 7                   | Tatsiana Sharakova | Minsk Cycling Club            | + 38"    |
| 8                   | Maaike Boogaard    | BTC City Ljubljana            | z.t.     |
| 9                   | Valeriya Kononenko | Lviv Cycling Team women       | + 39"    |
| 10                  | Pascale Jeuland    | Doltcini-Van Eyck Sport       | + 41"    |

## Klassementenverloop
De gele trui wordt uitgereikt aan de rijdster met de laagste totaaltijd.
 De groene trui wordt uitgereikt aan de rijdster met de meeste punten van de etappefinishes en tussensprints.
 De bolletjestrui wordt uitgereikt aan de rijdster met de meeste behaalde punten uit bergtop passages (meestal uitgereikt op bruggen).
 De witte jongerentrui wordt uitgereikt aan de eerste rijdster tot 23 jaar in het algemeen klassement.
 De blauwe trui voor beste Aziatische wordt uitgereikt aan de eerste Aziatische rijdster in het algemeen klassement.
| Etappe         | Winnaar        | Algemeen klassement | Puntenklassement | Bergklassement | Jongerenklassement | Beste Aziatische  | Ploegenklassement |
| -------------- | -------------- | ------------------- | ---------------- | -------------- | ------------------ | ----------------- | ----------------- |
| 1              | Lorena Wiebes  | Lorena Wiebes       | Lorena Wiebes    | Nina Kessler   | Lorena Wiebes      | Jutatip Maneephan |                   |
| 2              | Lorena Wiebes  | Lorena Wiebes       | Lorena Wiebes    | Nina Kessler   | Lorena Wiebes      | Jutatip Maneephan |                   |
| 3              | Lorena Wiebes  | Lorena Wiebes       | Lorena Wiebes    | Nina Kessler   | Lorena Wiebes      | Jutatip Maneephan |                   |
| Eindklassement | Eindklassement | Lorena Wiebes       | Lorena Wiebes    | Nina Kessler   | Lorena Wiebes      | Jutatip Maneephan |                   |